# Wild Rover (musikgrupp)
Wild Rover är ett svenskt band från Hultsfred som spelar irländsk folkmusik med svenska texter. Bandet bildades 1987 och deras första spelning var som förband till Cornelis Wreeswijk på Folkets hus i Hultsfred.

## Diskografi

### Album
- 1991 – Wild Rover (Album) Sonet Records
- 1993 – Hushi här bare
- 1993 – Vild Jul
- 1995 – Kärleken är starkare än...
- 2000 – Greatest Hits (Wild Rover)